# Mesocanthus perporosus
Mesocanthus perporosus är en mångfotingart som beskrevs av Filippo Silvestri 1919. Mesocanthus perporosus ingår i släktet Mesocanthus och familjen trädgårdsjordkrypare. Inga underarter finns listade i Catalogue of Life.